# Soufiane Alloudi
Soufiane Alloudi (El Gara, 1 de julho de 1983) é um futebolista profissional marroquino que atua como atacante.

## Carreira
Soufiane Alloudi fez parte do elenco da Seleção Marroquina de Futebol na Campeonato Africano das Nações de 2008, marcando três gols.